# Luganeghe della Val Leogra
Le luganeghe della Val Leogra sono prodotti tipici Vicentini, sono salsicce di carne suina, l'impasto è aromatizzato con sale, pepe e chiodi di garofano e insaccato in budelli bovini di circa 10 cm di lunghezza.
Le morete o barbusti e le mortandèle sono tipi particolari di queste salsicce, caratterizzati i primi da una colorazione scura dovuta alla presenza di parti sanguinolente, le seconde da parti meno pregiate del mas'cio (maiale maschio) per cui dovevano essere consumate per prime.